# Mecobenzon
Mecobenzon A/S, tidligere Medicinalco A/S og endnu tidligere Det Danske Medicinal- og Kemikalie-Kompagni A/S var en stor kemikalie- og farmacikoncern, stiftet 3. april 1919 som Det Danske Medicinal- & Kemikaliekompagni, der var en sammenslutning af fem gamle virksomheder.
I 1959 overtog Medicinalco, som det da hed, Alfred Benzon A/S og skiftede navn til Mecobenzon. I 1991 fusionerede firmaet med Nordisk Droge og Kemikalie A/S og blev til Nomeco.
Ved stiftelsen i 1919 overtog selskabet følgende ældre virksomheder:
- O.F. Asp, stearinlysfabrik og sæbefabrik. Grundlagt i 1857 af læge J.C.A. Bock (1813-1879) under hans morbroder, O.F. Asps (1803-1865) navn. Fabrikken var i familien Bocks eje indtil overtagelsen.
- L.P. Holmblad, grossererforretning, kortspils- og stearinlysfabrik. Grundlagt i 1777 af Jacob Holmblad (1736-1806) som farveri. Fra 1805 dreves tillige sæbefabrikation, og stearinlysfabrikken grundlagdes i 1892. Firmaet har navn efter grundlæggerens sønnesøn, Lauritz Peter Holmblad (1815-1890), som overtog det i 1842. Virksomheden var i familien Holmblads eje indtil overtagelsen.
- Gustav Lotze, kemisk fabrik og grossistforretning i medicinalvarer, Odense. Grundlagt 1863 af etatsråd Ernst Gustav Lotze (1825-1893), som tillige var indehaver af Odense Løveapotek. Efter hans død videreførtes firmaet af hans enke, fru Christiane Lotze (1832-1908), og efter hendes død af svigersønnen, godsejer Peter Johansen de Neergaard (1864-1940) indtil overtagelsen.
- Th. Lose & Co., materialhandel en gros og en detail. Grundlagt 1801 af E.G. Lotze. I 1833 overtoges forretningen af Th. Lose (1793-1878), der drev den med skiftende medindehavere til sin død. Derefter blev Fritz Hee (1843-1915), som var indtrådt i firmaet i 1870, eneindehaver, og efter hans død overtog sønnen, Andreas Hee, forretningen. Efter Andreas Hees død i 1916 videreførtes forretningen af hans enke, fru S. Hee indtil overtagelsen.
- A. Appelts Eftf., sæbefabrik. Grundlagt 1875 af A. Appelt, senere overtaget af Fritz Bock, der drev den indtil overtagelsen.

Foruden disse firmaer overtog koncernen i 1924 firmaet Edward Jacobsen, medicinalvarefabrik og grossistforretning, grundlagt af cand.pharm. Edward Jacobsen (1881-?).
Firmaet blev omdannet til aktieselskab (aktiekapital 500.000 kr.) under direktion af Niels F. Lucassen. A/S Det Danske Medicinal- & Kemikalie Kompagni videreførte disse virksomheder og oparbejdede en række nye fabrikker for medicinalvarer og kemikalier.
Selskabets første direktion bestod af civilingeniørerne Allan A. Bock (1890-1982), der havde været medindehaver af O.F. Asp fra 1917, og Johan E. Nyrop (1892-1959). I 1923 fratrådte imidlertid disse 2 direktører og i stedet indtrådte Niels F. Lucassen (1879-1951) som administrerende direktør.
Bestyrelsen bestod i 1950 af overretssagfører Niels Olesen (1881-), der var formand, apoteker Paul Scheel (1870-), professor Einar Lundsgaard (1899-1968), overretssagfører D.G.M. Bache (1880-1964) og amtmand Justus Saurbrey (1894-1987).
Aktiekapitalen var i 1950 på 4,5 mio. kr.
Selskabets hovedsæde lå på Prags Boulevard 37 på Amagerbro og siden i Alfred Benzon A/S's gamle hovedsæde på Halmtorvet 29, København.